# 拉布之战
拉布之战（法语：Bataille de Raab）又称杰尔之战（匈牙利语：győri csata）发生于1809年6月14日。战斗在匈牙利王国杰尔（德语名拉布）附近进行，并以法意联军胜利告终。这场胜利阻止了奥地利的约翰大公为参与瓦格拉姆战役的奥军提供增援，而欧仁·德·博阿尔内的部队能够及时在维也纳与拿破仑会合，一起在瓦格拉姆作战。拿破仑称这场战役为“马伦戈和弗里德兰的孙女”，因为它恰逢这两场战役的周年纪念日。

## 战事

### 早期动向
在1809年的意大利战役中，意大利总督欧仁·德·博阿尔内指挥着法意军队，而奥地利的约翰大公则指挥着奥地利军队。战争爆发后，约翰迅速行动，在4月16日的萨奇莱之战中击败了对手。这场胜利将欧仁赶回了阿迪杰河。尽管欧仁在卡尔迪耶罗战役中发动了攻击，但双方的阵线还是保持不变。与此同时，一支奥地利军队在达尔马提亚封锁了奥古斯特·马尔蒙的军团。在埃克米尔战役中奥地利战败后，约翰接到撤退的命令，以掩护奥地利军队的战略左翼。

### 奥地利撤退
约翰在5月8日的皮亚韦河战役中与欧仁进行了艰苦的后卫行动。但约翰此时选择分兵犯了严重的错误。他带着主力退到了东北。到5月的第二周，约翰的大部分正规军士兵都已经被分派到各地进行护卫及阻击任务，而剩下的士兵都是由匆忙组建的新兵组成的。

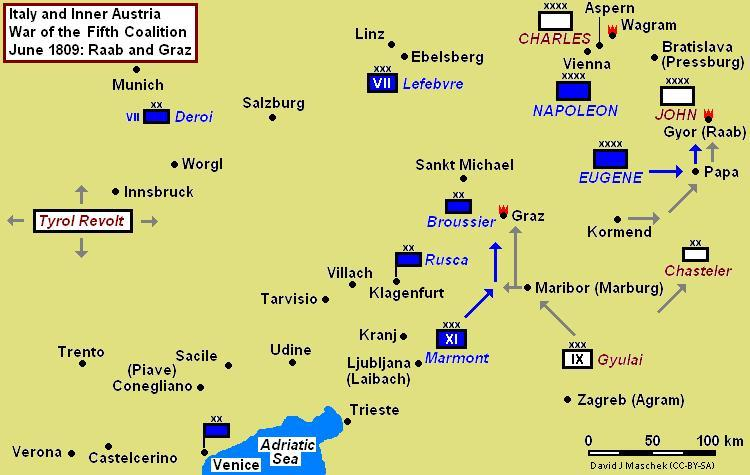
拉布战役和格拉茨战役地图

5月13日，弗朗索瓦·约瑟夫·勒费弗尔元帅和巴伐利亚军队在因斯布鲁克附近的沃格尔之战中摧毁了约翰大公的部分部队。5月17日，约翰接到命令，通过向北移动来切断拿破仑大军的通讯线路。然而，大公在执行这项任务时耽搁了太久。尽管位置极度孤立，由杰拉西奇将军指挥的部队仍留在萨尔茨堡附近，直到5月19日。当他终于动身前往与约翰大公会合时早已为时已晚。5月25日，在圣米夏埃尔之战，由保罗·格列尼尔将军率领的法国军团将杰拉西奇的部队摧毁。约翰撤回格拉茨，但当他听说杰拉西奇的命运时，他决定向东撤退到匈牙利。
5月期间，奥地利的小部队在塔维斯战役中英勇地保卫了重要的山口通道。在5月15日至17日期间，400名奥地利士兵在马尔博尔盖托瓦尔布鲁纳设置了一个阵地，对抗15,000名法国人，最终只有50人幸免于难。法军只承认自身有80人的伤亡。在普雷迪尔山口要塞，250名奥地利人和8门大炮将8,500名法国士兵阻挡了三天。5月18日，当要塞最终被占领时，奥军只剩一人。法军承认有450人伤亡。在塔尔维西奥本身，欧仁击垮了阿尔伯特·久莱（Albert Gyulai）寡不敌众的一个奥地利师。
5月中旬，马尔蒙在达尔马提亚战役中击败了斯托伊切维奇的军队。他在战斗推进中向北移动，于6月3日抵达卢布尔雅那。马尔蒙随后与让-巴蒂斯特·布鲁西埃将军的师会合，在6月24日至26日的格拉茨战役中与伊格纳兹·久莱指挥的奥地利军队作战。马尔蒙麾下有11,000名士兵的第11军团，加上布鲁西埃的部队，在维也纳附近与拿破仑会合，并参加了瓦格拉姆之战。
约翰在杰尔（拉布）加入了匈牙利民兵部队。他打算越过多瑙河北岸，向西北穿过布拉迪斯拉发，与由他的兄弟、奥地利军队大元帅卡尔大公指挥的主力军会合。拿破仑命令欧仁追击并摧毁约翰的军队。法意联军在六月中旬追上了奥地利人，迫使约翰与法军交战。

## 战斗

### 计划
虽然约翰的三万五千人的军队只比欧仁的四万人少一点点，但他的士兵素质却明显逊色。训练有素的奥地利正规军只有19,000人，而匈牙利民兵有16,000人。大公知道这一点，并计划进行一场防御战。军衔更高的匈牙利总督约瑟夫大公虽然也参加了此次战斗，但指挥权还是在约翰大公手里。
约翰将他的军队集结在一个溪流后面，大体面向西方。这个溪流大致从南到北穿过他的前线，流入北面的拉布河。

### 交战
在第一波冲锋中，法军占领了奥地利阵地前方的一个农场，但奥地利人很快将其夺回。在激烈的战斗中，该农场五次易手。最后，约翰投入了金迈尔将军的四个掷弹兵营和一个步兵团，从而击退了法军，然后这些奥军在农场附近袭击了杜鲁特的法军步兵师。与此同时，法军的另一个师击退了杰拉西奇的部队并占领了一个小村庄。约翰从预备队派出一个旅来进行反击。奥军的反击成功地使法军士兵惊慌失措，最终选择撤离。
推断出三门奥地利大炮的位置后，格鲁希命令他的12门火炮一起开火。法军的炮火很快就摧毁了对方的火炮，格鲁希的骑兵随后在炮火的掩护下发起冲锋。奥地利的轻骑兵很快就逃跑了，只有两个骠骑兵团进行了有组织的抵抗，但这两个单位都损失惨重。格鲁希的骑兵随后击垮了约翰的左翼。
面对危机，约翰将他的部队重新部署。对于法军的第二次进攻，欧仁从他的预备队派出了一个步兵师和意大利近卫军。第二次步兵进攻取得了进展。最后，意大利卫队成功占领了奥军的阵地。约翰大公害怕被格鲁希的骑兵包围，于是下令向东北撤退到杰尔要塞。

## 结果
法国-意大利军队有3,000至4,000人伤亡。奥地利正规军有747人阵亡，1,758人受伤，2,408人被俘，共计4,913人伤亡。据报道，奥军还有1,322名士兵失踪，所以约翰的军队中总共减员了6,235人。匈牙利民兵军损失超过4,100人，其中80%失踪。奥地利的总损失达到10,300。约翰的军队向东北撤退到科马尔诺，在杰尔留下一支驻军。6月22日，该要塞的2,500名士兵在微弱的抵抗后选择投降。
欧仁很快就带着23,000名士兵加入了拿破仑的大军。当法军和奥军在瓦格拉姆之战中交火时，约翰大公带来的增援部队只有12,000人，而且约翰大公的部队过晚抵达战场，没有发挥任何作用。

## 脚注
1. 1 2 3 4 5  Bodart 1908，第407頁.
2. 1 2  Bowden & Tarbox 1980，第120頁.
3. 1 2  Bowden & Tarbox 1980，第123頁.
4. 1 2  Gill 2010，第87頁.
5. 1 2  Smith 1998，第315頁.
6. 1 2 3 4  Gill 2010，第88頁.
7. ↑  Chandler 1979，第355頁.
8. ↑  Bowden & Tarbox 1980，第95頁.
9. ↑  Bowden & Tarbox 1980，第115-117頁.
10. ↑  Smith 1998，第303頁.
11. ↑  Bowden & Tarbox 1980，第96頁.
12. ↑  Smith 1998，第312頁.
13. ↑  Smith 1998，第304-305頁.
14. ↑  Smith 1998，第306頁.
15. ↑  Smith 1998，第304頁.
16. 1 2  Bowden & Tarbox 1980，第96-98頁.
17. 1 2  oocities 2021.
18. ↑  Bowden & Tarbox 1980，第96-97頁.
19. ↑  Bowden & Tarbox 1980，第97頁.
20. ↑  Bowden & Tarbox 1980，第97-98頁.
21. ↑  Smith 1998，第316頁.
22. ↑  Smith 1998，第317頁.
23. ↑  Bowden & Tarbox 1980，第154頁.
24. ↑  Bowden & Tarbox 1980，第168頁.